# Kartódromo de Fafe
O Kartódromo de Fafe é um kartódromo para a prática de karting situado em Cepães, a cerca de 4 km de Fafe, no norte de Portugal.
O kartódromo fica inserido no Complexo Turístico de Rilhadas, fundado em 1995. A pista tem 930 metros de comprimento e sete metros de largura e possui dez boxes permanentes. A pista é homologada pela FPAK para troféus nacionais e lazer (grau 2).